# Rudgea cornifolia
Rudgea cornifolia är en måreväxtart som först beskrevs av Carl Sigismund Kunth, och fick sitt nu gällande namn av Paul Carpenter Standley. Rudgea cornifolia ingår i släktet Rudgea och familjen måreväxter. Inga underarter finns listade i Catalogue of Life.